# Mepolizumab
Il mepolizumab, noto con il nome commerciale di Nucala, è un anticorpo monoclonale umanizzato impiegato soprattutto nel trattamento di asma eosinofila severa, granulomatosi eosinofila e sindrome ipereosinofila. È in grado di riconoscere e bloccare l'interleuchina-5, proteina del sistema immunitario coinvolta nelle reazioni infiammatorie e prodotta dai mastociti e dai linfociti T helper.

## Storia
La fase III della sperimentazioni clinica su pazienti affetti da asma eosinofila si è conclusa nel 2014; l'anno successivo, la FDA ha approvato l'utilizzo del mepolizumab su questo tipo di pazienti. La Commissione Europea ha approvato la commercializzazione del farmaco nell'Unione Europea il 2 dicembre 2015.
Lo studio iniziale (randomizzato, multi-centro e studio a doppio cieco) per valutare efficacia ed effetti collaterali dell'anticorpo, comprendeva 108 pazienti affetti da forme gravi di asma eosinofila; a metà di essi veniva iniettato il mepolizumab ogni quattro settimane, all'altra metà veniva inoculato il placebo con la stessa frequenza. Il periodo di osservazione fu di 32 settimane, durante le quali le acutizzazioni dell'asma (definite come un significativo peggioramento della sintomatologia e/o un aumento della conta degli eosinofili negli esami del sangue, per almeno due volte durante il periodo di osservazione) si verificarono nel 28% dei pazienti trattati con il mepolizumab e nel 56% dei pazienti trattati con placebo; l'anticorpo dimostrò quindi avere un'efficacia relativa stimabile al 50% circa. I casi di acutizzazione asmatica, inoltre, erano ad insorgenza più graduale e ritardata tra i pazienti trattati con il mepolizumab rispetto ai peggioramenti clinici dei pazienti trattati con placebo.

## Struttura
Il mepolizumab è un'IgG monoclonale, con le due catene pesanti che constano di 449 amminoacidi ciascuna, mentre le catene leggere sono costituite da 220 amminoacidi ciascuna. La porzione proteica della macromolecola ha una massa molare di circa 146 KiloDalton, mentre la porzione glucidica pesa circa 3 KiloDalton.

## Farmacologia

### Meccanismo d'azione
Il mepolizumab si lega all'interleuchina-5 e le impedisce di legarsi al suo specifico recettore, più precisamente alla subunità alpha di esso, sulla superficie dei globuli bianchi eosinofili. È noto che l'azione degli eosinofili nel processo di infiammazione che causa i sintomi dell'asma siano determinanti, tuttavia l'esatto meccanismo biomolecolare del mepolizumab è sconosciuto.

### Farmacocinetica
Somministrato per iniezione sottocutanea, il mepolizumab ha una biodisponibilità stimata attorno all'80% e raggiunge la massima concentrazione nel plasma sanguigno tra i quattro e gli otto giorni dopo l'inoculazione. Come altri anticorpi, il mepolizumab viene degradato dagli enzimi proteolitici. La sua emivita si attesta intorno ai 20 giorni, variando tra 16 e 22 giorni su base individuale.

## Usi
Il mepolizumab è stato approvato negli Stati Uniti dalla Food and Drug Administration (FDA) per la terapia di mantenimento dei casi gravi di asma negli adulti e nei bambini di almeno sei anni di età, anche in combinazione con altri farmaci antiasmatici. Nell'Unione Europea il mepolizumab viene utilizzato come trattamento aggiuntivo negli adulti in casi gravi di asma eosinofila resistente ad altre terapie.
In alcuni studi il mepolizumab ha ridotto del 50% il rischio di ospedalizzazione per acutizzazioni dell'asma eosinofila rispetto alla coorte di pazienti trattati con il placebo.
Nel dicembre 2017 la FDA ha autorizzato l'impiego del mepolizumab nel trattamento della sindrome di Churg-Strauss, una malattia autoimmune che può esitare in una pericolosa forma di vasculite.
Nel settembre 2020 l'autorizzazione all'uso del mepolizumab è stata estesa ai pazienti di almeno dodici anni di età affetti da sindrome ipereosinofila, se questa persiste da almeno sei mesi e la cui causa non sembra risiedere in problematiche strettamente ematologiche.

## Effetti collaterali, interazioni e sovradosaggio
Gli effetti collaterali comuni dopo l'assunzione del mepolizumab includono cefalea (nel 19% dei casi), reazione infiammatoria nel sito dell'inoculo (8% tra i pazienti che hanno ricevuto il mepolizumab contro il 3% di chi ha ricevuto il placebo), infezioni delle vie urinarie (3% tra i pazienti che hanno ricevuto il farmaco), mioclonie, eczema e disturbi delle basse vie aeree (3% dei pazienti).
Non sono stati condotti studi specifici sull'interazione tra il mepolizumab e altri farmaci o biomolecole, tuttavia, come per molti altri anticorpi monoclonali, si stima che il rischio di interazione dannosa sia basso.

## Ricerca
Si sta studiando l'eventuale applicazione del mepolizumab anche nel trattamento di patologie quali la dermatite atopica, la sindrome ipereosinofila, l'esofagite eosinofila, la poliposi naso-sinusale, la sindrome di Churg-Strauss e la broncopneumopatia cronica ostruttiva (BPCO).